# Bicaz (Maramureș)
Bicaz es una comuna ubicada en el distrito de Maramureș, Rumania.

## Superficie
Cuenta con una superficie de 39,01 kilómetros cuadrados.

## Demografía
Hasta 2021 la población era de 942 habitantes, con una densidad de población de 24,15 habitantes por kilómetro cuadrado.